# Berberis taylorii
Berberis taylorii är en berberisväxtart som beskrevs av Ahrendt. Berberis taylorii ingår i släktet berberisar, och familjen berberisväxter. Inga underarter finns listade i Catalogue of Life.